# Bonil
Rodrigo Xavier Bonilla Zapata, né à Quito, Équateur, le 8 avril 1964, plus connu sous le pseudonyme de Bonil, est un caricaturiste équatorien, dont les dessins sont publiés quotidiennement dans le journal El Universo. 
Il a fait des études de sociologie avant de se consacrer au dessin de presse humoristique. Il commence à dessiner de manière professionnelle en 1985, en publiant des dessins dans des magazines tels que Vistazo, Rocinante, Gestión, Nuestro Mundo, etc. Il est considéré comme l'un des meilleurs dessinateurs d'humour d’Équateur et d'Amérique Latine. Il est membre des associations internationales Cartooning for Peace, Carton Club et du Club de la caricature latine.

## Biographie
Après une scolarité à Quito, il étudie les sciences sociales et politiques à l'Université catholique d’Équateur, entre 1982 et 1986.  Il se dirige par la suite vers le journalisme et le dessin humoristique. Il est un défenseur et promoteur de cet art dans son pays, et défenseur de la liberté d'expression.
En 2011, il est à l'origine de la première Rencontre internationale « humour graphique et journalisme » qui réunit quatorze caricaturistes, organisée à Quito et Guayaquil à l'occasion des 90 ans du journal El Universo. En 2015 il organise une nouvelle rencontre, sous le titre Humour et Tolérance à la Mitad del Mundo.
Il est nommé en 2015 par Index on CensorShip au Freedom of Expression Awards pour ses réalisations graphiques de critique et satire des autorités de son pays.